# Banksetosa dubia
Banksetosa dubia är en spindelart som beskrevs av Arthur M. Chickering 1946. Banksetosa dubia ingår i släktet Banksetosa och familjen hoppspindlar. Inga underarter finns listade.